# Castello di Alpicella
Il castello di Alpicella, già castello delle Alpicelle, era un maniero medievale, che sorgeva nei pressi del piccolo borgo di Alpicella, frazione di Calestano, in provincia di Parma.

## Storia
La prima testimonianza dell'esistenza di un castello ad Alpicella risale al 1247, quando il maniero, appartenente a Giacomo Rossi di Berceto, fu attaccato senza successo dalle truppe dell'imperatore del Sacro Romano Impero Federico II di Svevia.
Due anni dopo il Comune di Parma donò la fortificazione, insieme a quelle di Calestano, Marzolara e Vigolone, al conte di Lavagna Alberto Fieschi.
Nel 1267 le forze guelfe del Comune di Parma distrussero il maniero occupato dai ghibellini.
Nel 1275 il cardinale Ottobono Fieschi, futuro papa Adriano V, nominò suo erede di tali terre il fratello Percivalle.
Nel 1297 il Comune di Parma decretò che non potesse essere più ricostruita alcuna struttura difensiva alle Alpicelle.
Alla morte di Percivalle nel 1290 subentrarono i nipoti Luca, Carlo e Ottobono del ramo di Torriglia, che nel 1313 ne furono investiti dall'imperatore del Sacro Romano Impero Enrico VII di Lussemburgo.
Nel 1650 Carlo Leone e Claudio Fieschi vendettero i feudi di Calestano, Marzolara, Vigolone e Alpicella con i manieri e le pertinenze al conte Camillo Tarasconi.
In seguito il castello, completamente abbandonato, cadde in degrado, fino alla sua completa scomparsa.